# Entyloma coreopsis
Entyloma coreopsis är en svampart som beskrevs av Vánky 2002. Entyloma coreopsis ingår i släktet Entyloma och familjen Entylomataceae.   Inga underarter finns listade i Catalogue of Life.